# Radyvyliv
Radyvýliv (en ucraniano Радиви́лів) es una ciudad del noroeste de Ucrania, perteneciente al raión de Dubno en la óblast de Rivne. Está situada a 89 kilómetros al sudoeste de Rivne, y a 10 kilómetros al noroeste de Brody. Su población es de 10.276 habitantes (2005).

## Historia
Radyvyliv es mencionada por primera vez en 1564, cuando era posesión de los magnates Radziwill, de origen polaco- lituano. La ciudad formaba parte del Gran Ducado de Lituania. Pero después de la Unión de Lublin de 1569, pasó a formar parte del reino de Polonia. En el siglo XVIII, la ciudad pertenecía a los Malczewski. En 1775, Kajetan Miączyński heredó Radyvyliv, con sus 146 casas, pero el la vendió en 1789 al banquero Karol Schultz de Varsovia
Después de la primera partición de Polonia, en 1772, en el fin de la República de las Dos Naciones, en 1795, Radyvyliv quedó como una ciudad fronteriza dentro de Polonia. Luego pasó a formar parte del imperio Ruso hasta el final de la I Guerra mundial. La ciudad aprovechó su anexión al imperio ruso convirtiéndose en un distrito aduanero de la frontera occidental de Rusia. Durante las Guerras Napoleónicas, el bloqueo continental convirtió a Radyviliv en el centro de intenso tráfico de mercancías, que cruzaban la frontera ilegalmente.
En 1866 el marco de la reforma administrativa del zar Alejandro II dio a Radyvyliv la sede de un volost epónimo en el distrito de Kremenets, pero no obtuvo el estatuto de ciudad hasta 1870. En 1873 llegó a Radyvyliv el ferrocarril internacional y la ciudad experimentó una lenta industrialización. Su población pasó de 2.500 a 7.500 habitantes entre 1870 y 1890, a pesar de un incendio devastador en 1882. En 1910 la población se había doblado, pero la intensidad de las batallas de la I Guerra mundial, de la Guerra Polaco-Ucraniana y de la Guerra Polaco-Soviética de 1920, la población disminuyó hasta los 5.000 habitantes en 1923.
Durante el período de entreguerras, Radyvyliv formó parte teóricamente de la efímera República popular de Ucrania de 1918 a 1920, y posteriormente del voivodato polaco de Volinia. Después del Pacto Ribbentrop-Mólotov, fue anexionada por la Unión Soviética en 1940 con el nombre de Chervonoarmiisk (en ucraniano Червоноармійськ; en ruso Червоноармейск), que significa literalmente ciudad del ejército rojo. Poco después fue ocupada por la Alemania Nazi el 30 de junio de 1941. En 1942, la mayor parte de los 3.000 judíos de la ciudad fueron asesinados en la localidad vecina de Porokhovnia. Después de cuatro meses de combates, que destruyeron la mayor parte de la ciudad, fue liberada el 19 de marzo de 1944 por el ejército rojo. Una parte de la población ucraniana se unió al Ejército Insurgente Ucraniano (UPA). La mayoría de los habitantes polacos fueron transferidos a Polonia durante la guerra, expulsados por el UPA, o después de la guerra tras un acuerdo entre Polonia y la Unión Soviética.
Después de la II Guerra mundial, la llegada progresivas de habitantes ucranianos hizo de Chervonoarmiisk, ciudad antes judía, polaca y ucraniana (además de algunos funcionarios ruso de la época zarista), una pequeña ciudad exclusivamente ucraniana. En 1991, tras la independencia de Ucrania, Chervonoarmiisk fue renombrada como Radyvyliv, el 3 de marzo de 1993.
Hasta la reforma territorial de 2020, la ciudad era la capital del raión homónimo.

## Población
| 1989   | 2001   | 2005   | 2011   |
| ------ | ------ | ------ | ------ |
| 10.353 | 10.311 | 10.276 | 10.487 |

## Pedanías
Entre 2015 y 2020 se formó el municipio de Radyvýliv, que junto a la ciudad incluye como pedanías los siguientes veintitrés pueblos:
- Adámivka
- Balký
- Bátkiv
- Bashárivka
- Bezodnia
- Buháyivka
- Hayí-Levyátynski
- Druzhba
- Kazmiri
- Kopani
- Kruký
- Levyatyn
- Malí Haiký
- Nemýrivka
- Novoukrayinske
- Opárypsy
- Pereniatyn
- Pidzamche
- Pidlypky
- Prysky
- Sestriatyn
- Staryký
- Stoyanivka